# جرانيتاس كاوناس
جرانيتاس كاوناس هو نادي كرة يد في ليتوانيا. يلعب في الدوري الليتواني لكرة اليد. فاز بالدوري في 1990، 1993، 1994، 1995، 1996، 1997، 1998، 2002, 2003, 2004, 2005, 2008, 2009 فاز بكأس أوروبا مرة واحدة في 1987.